# Diocesi di Mananjary
La diocesi di Mananjary (in latino: Dioecesis Mananiariensis) è una sede della Chiesa cattolica in Madagascar suffraganea dell'arcidiocesi di Fianarantsoa. Nel 2021 contava 187.326 battezzati su 2.041.875 abitanti. È retta dal vescovo José Alfredo Caires de Nobrega, S.C.I.

## Territorio
La diocesi comprende i distretti di Mananjary, Ifanadiana e Nosy-Varica nella provincia di Fianarantsoa in Madagascar.
Sede vescovile è la città di Mananjary, dove si trova la cattedrale di Sant'Agostino.
Il territorio è suddiviso in 17 parrocchie.

## Storia
La diocesi è stata eretta il 9 aprile 1968 con la bolla Perpetua florere di papa Paolo VI, ricavandone il territorio dall'arcidiocesi di Fianarantsoa e dalla diocesi di Tamatave (oggi arcidiocesi di Toamasina).

## Cronotassi dei vescovi
Si omettono i periodi di sede vacante non superiori ai 2 anni o non storicamente accertati.
- Robert Lucien Chapuis, M.E.P. (9 aprile 1968 - 29 dicembre 1973 dimesso)
- François Xavier Tabao Manjarimanana, S.I. † (20 novembre 1975 - 24 maggio 1999 deceduto)
- José Alfredo Caires de Nobrega, S.C.I., dal 30 ottobre 2000

## Statistiche
La diocesi nel 2021 su una popolazione di 2.041.875 persone contava 187.326 battezzati, corrispondenti al 9,2% del totale.
| anno | popolazione | popolazione | popolazione | presbiteri | presbiteri | presbiteri | presbiteri                | diaconi | religiosi | religiosi | parrocchie |
| anno | battezzati  | totale      | %           | numero     | secolari   | regolari   | battezzati per presbitero | diaconi | uomini    | donne     | parrocchie |
| ---- | ----------- | ----------- | ----------- | ---------- | ---------- | ---------- | ------------------------- | ------- | --------- | --------- | ---------- |
| 1970 | 33.250      | 318.697     | 10,4        | 2          | 2          |            | 16.625                    |         |           | 22        | 40         |
| 1980 | 35.507      | 386.900     | 9,2         | 14         | 1          | 13         | 2.536                     |         | 22        | 34        | 2          |
| 1990 | 51.500      | 515.000     | 10,0        | 20         | 2          | 18         | 2.575                     |         | 19        | 54        | 2          |
| 1999 | 96.200      | 652.600     | 14,7        | 30         | 7          | 23         | 3.206                     |         | 30        | 75        | 14         |
| 2000 | 102.838     | 668.025     | 15,4        | 26         | 6          | 20         | 3.955                     |         | 26        | 71        | 13         |
| 2001 | 103.000     | 670.000     | 15,4        | 25         | 6          | 19         | 4.120                     |         | 24        | 70        | 12         |
| 2002 | 126.138     | 681.805     | 18,5        | 28         | 7          | 21         | 4.504                     | 2       | 29        | 83        | 12         |
| 2003 | 127.500     | 690.200     | 18,5        | 31         | 10         | 21         | 4.112                     |         | 26        | 80        | 14         |
| 2004 | 103.700     | 700.000     | 14,8        | 35         | 11         | 24         | 2.962                     |         | 28        | 85        | 14         |
| 2013 | 158.665     | 872.000     | 18,2        | 33         | 12         | 21         | 4.808                     |         | 23        | 91        | 15         |
| 2016 | 157.724     | 1.055.000   | 15,0        | 36         | 15         | 21         | 4.381                     |         | 24        | 96        | 16         |
| 2019 | 175.626     | 1.144.140   | 15,4        | 40         | 17         | 23         | 4.390                     |         | 25        | 99        | 16         |
| 2021 | 187.326     | 2.041.875   | 9,2         | 43         | 18         | 25         | 4.356                     |         | 28        | 99        | 17         |